# Vịnh Mannar
Vịnh Mannar (tiếng Sinhala: මන්නාරමි බොක්ක Tamil: மன்னார் வளைகுடா) là một vịnh nông lớn hình thành Biển Laccadive ở Ấn Độ Dương. Nó nằm giữa cực đông nam của Ấn Độ và bờ biển phía tây của Sri Lanka. Một chuỗi các hòn đảo thấp và các rạn san hô được gọi là Cầu của Adam, còn được gọi là Ramsethu, trong đó bao gồm đảo Mannar, tách Vịnh Mannar với vịnh Palk, nằm ở phía bắc giữa Ấn Độ và Sri Lanka. Sông Thamirabarani phía nam Ấn Độ và các Aruvi Aru của Sri Lanka đổ nước vào vùng vịnh.

## Đa dạng sinh học
Nằm trên mũi phía đông nam của tiểu lục địa, vịnh Mannar là nơi sinh sống của hơn 3.600 loài thực vật và động vật, làm cho nó một trong những khu vực ven biển phong phú nhất về sinh học ở châu Á. 117 loài san hô cứng đã được ghi nhận ở vịnh Mannar. Rùa biển, cá mập, cá nược, cá heo quý thường xuyên đến vịnh này. Tuy nhiên, những ảnh hưởng kết hợp của 47 làng, với tổng dân số khoảng 50.000 đã có nghĩa là đánh bắt quá mức đối với loài sinh vật biển đã trở thành một vấn đề. Sản lượng hải sản đánh bắt, đã giảm, số lượng ngọc trai, san hô, và các quần thể sâu acorn cũng giảm sút. Ngư dân địa phương dựa vào khai thác các rạn san hô để nuôi sống gia đình của họ, nhưng các phương pháp đánh bắt hủy diệt, kết hợp với sự căng thẳng của ô nhiễm và khai thác san hô đã có nghĩa là cả hai sản lượng đánh bắt gần bờ và xa bờ đã giảm. Nguy cơ tuyệt chủng loài bao gồm cá heo, cá nược, cá voi và hải sâm. 